# تسلسل أحداث حرب 1948
بدأت حرب 1948 بشكل رسمي مباشرة بعد قيام دولة الصهاينة إسرائيل.
- - الانتهاء الرسمي للانتداب البريطاني على فلسطين.
  - إعلان قيام دولة إسرائيل (الصهاينة) يصبح نافذ المفعول.
  - اعتراف رئيس الولايات الأمريكية المتحدة ترومان بدولة إسرائيل.
  - أول وحدة من القوات النظامية المصرية تدخل حدود فلسطين.
  - قوات سورية تعبر الحدود إلى داخل فلسطين وتحاصر مستعمرات مسادا وشاعر هغولان [الإنجليزية].
  - القوات المصرية تهاجم مستعمرتي كفار داروم ونيريم في النقب.
  - ثلاثة الوية تابعة للجيش الأردني تعبر نهر الأردن إلى فلسطين.
  - القوات النظامية اللبنانية تستعيد قريتي المالكية وقدس على الحدود اللبنانية وتحررهما من قوات الهاجاناه.
  - الهاجاناه تنسحب من مستعمرتي عطروت والنبي يعقوب، ومن مستعمرة أخرى قرب أريحا.
- 16 مايو 1948
  - قوة سورية تتوجه نحو بلدة سمخ الفلسطينية (جنوب طبريا) المحتلة من قبل الهاجاناه وتطبق الحصار عليها.
  - الهاجاناه تهاجم مدينة عكا في إطار عملية بن عامي.
  - وصول وحدات من الجيش الأردني إلى ضواحي القدس الشمالية.
- 17 مايو 1948
  - الهاجاناه تطبق خطة عملية شفيفون بهدف احتلال البلدة القديمة في القدس.
  - عكا تسقط في يد الهاجاناه.
- 18 مايو 1948
  - تحرير بلدة سمخ على يد القوات السورية.
  - القوات السورية تحرر وتسيطر على مستعمرتي شاعر هغولان ومسادة.
  - وصول وحدات الجيش الأردني إلى اللطرون وبدء معركة اللطرون.
- 19 مايو 1948
  - الهاجاناه تدخل البلدة القديمة في القدس ولكن الجيش الأردني يخرجها بعد ساعات في معركة باب الواد.
- 11 يونيو 1948
  - الدول العربية تقبل بهدنة لمدة أربعة اسابيع
- 10 يوليو 1948
  - انقضاء الهدنة وتجدد القتال.
- 11 يوليو 1948
  - القوات الإسرائيلية تتمكن من دخول مدينة اللد.
- 19 يوليو 1948
  - توقيع الهدنة الثانية بين القوات العربية والقوات الإسرائيلية.